# Conto do Inverno

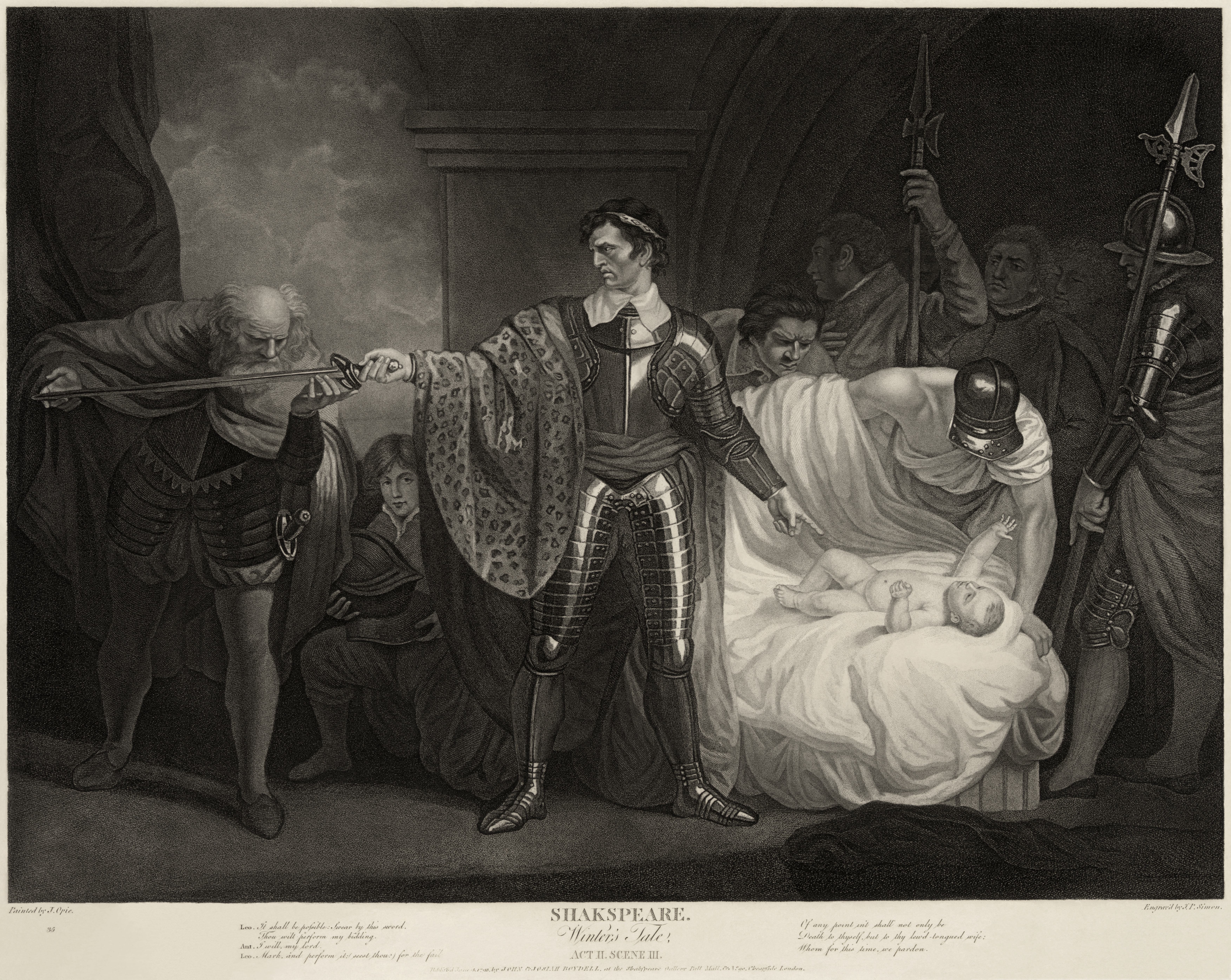
O Conto do Inverno

Conto do Inverno (no original em inglês, The Winter's Tale) é uma peça de teatro do gênero comédia ou tragicomédia) criada por William Shakespeare entre 1610 e 1611.

## Sinopse
Com ciúmes do amigo Polixeno, o rei Leonte mandou prender sua esposa, Hermione. Na cadeia, ela teve uma filha que o rei abandonou. A menina, chamada Perdita, salvou-se e Hermione morreu na prisão. Anos depois, o filho de Polixeno se apaixonou por Perdita, mas Polixeno foi contra o relacionamento com uma plebeia. Os jovens se refugiaram na corte de Leonte que reconheceu a filha perdida. Leonte arrependeu-se do passado e implorou perdão, revelando seu remorso pela morte de Hermione. Hermione reapareceu, revelando que ainda vivia. Perdita e Hermione se reconciliaram com Leonte. Polixeno permitiu o casamento dos jovens e também se reconciliou com o velho amigo. 